# Lilla Dalevatten
Lilla Dalevatten är en sjö i Sotenäs kommun i Bohuslän och ingår i Örekilsälven-Strömsåns kustområde. Sjön har en area på 0,112 kvadratkilometer och ligger 10,5 meter över havet.

## Delavrinningsområde
Lilla Dalevatten ingår i det delavrinningsområde (648550-123722) som SMHI kallar för Utloppet av Lilla Dalevatten. Medelhöjden är 40 meter över havet och ytan är 2,92 kvadratkilometer. Det finns inga avrinningsområden uppströms utan avrinningsområdet är högsta punkten. Avrinningsområdets utflöde mynnar i havet. Avrinningsområdet består mestadels av öppen mark (81 procent) och jordbruk (15 procent). Avrinningsområdet har 0,11 kvadratkilometer vattenytor vilket ger det en sjöprocent på 3,6 procent.